# Andrena tibetica
Andrena tibetica är en biart som beskrevs av Xu och Osamu Tadauchi 2005. Andrena tibetica ingår i släktet sandbin, och familjen grävbin. Inga underarter finns listade i Catalogue of Life.